# Fontaine du Serpent et du Lion (Grenoble)
La Fontaine du Serpent et du Lion, aussi appelée Fontaine au Lion, est une des plus vieilles fontaines de Grenoble, située dans le quartier Saint Laurent, place de la Cymaise. Elle est l’œuvre du sculpteur grenoblois Victor Sappey. Réalisée en pierre de Sassenage et bronze, elle fut inaugurée le 18 novembre 1843.

## Historique
Grenoble s’est développée dans une plaine d’inondation au confluent de l’Isère et du Drac parcourue de multiples ruisseaux. Au cours de son histoire, la ville subit fréquemment des inondations dramatiques lors des crues et des pluies abondantes. Depuis l'Antiquité jusqu'au XIXe siècle, Grenoble recense près de cent cinquante inondations du Drac et de l’Isère, dont plus de quatre-vingts entre 1600 et 1860,  faisant d'importants dégâts et de nombreuses victimes. Domestiquer ces cours d'eau étant indispensable, des digues sont progressivement construites à partir du XVIe siècle.
En 1839, pour célébrer l’achèvement des digues de l’Isère, la ville de Grenoble commande à Victor Sappey une fontaine. Elle est réalisée en 1843.
Grenoble subira encore quatre inondations, dont la crue historique de l'Isère du 2 novembre 1859, qui marque le début de la politique de protection de la ville.
La fontaine fut mise en eau recyclée en 1978.

## Description du monument
Un ancien dicton dauphinois, faisant référence aux nombreuses inondations, dit : « La serpen (l'Isère) et lo drago (le Drac) / Mettront Grenoblo en savon ». Le sculpteur Victor Sappey et le fondeur Charles Crozatier symbolisent dans cette fontaine la rencontre violente des deux rivières grenobloises.

La fontaine est taillée directement dans la pierre de Sassenage. Le serpent de bronze y représente l'Isère et le lion le Drac. Le lion est aussi interprété comme une allégorie de la puissance publique qui, grâce aux digues et canalisations, maîtrise l'Isère (Ysara en vieux français).

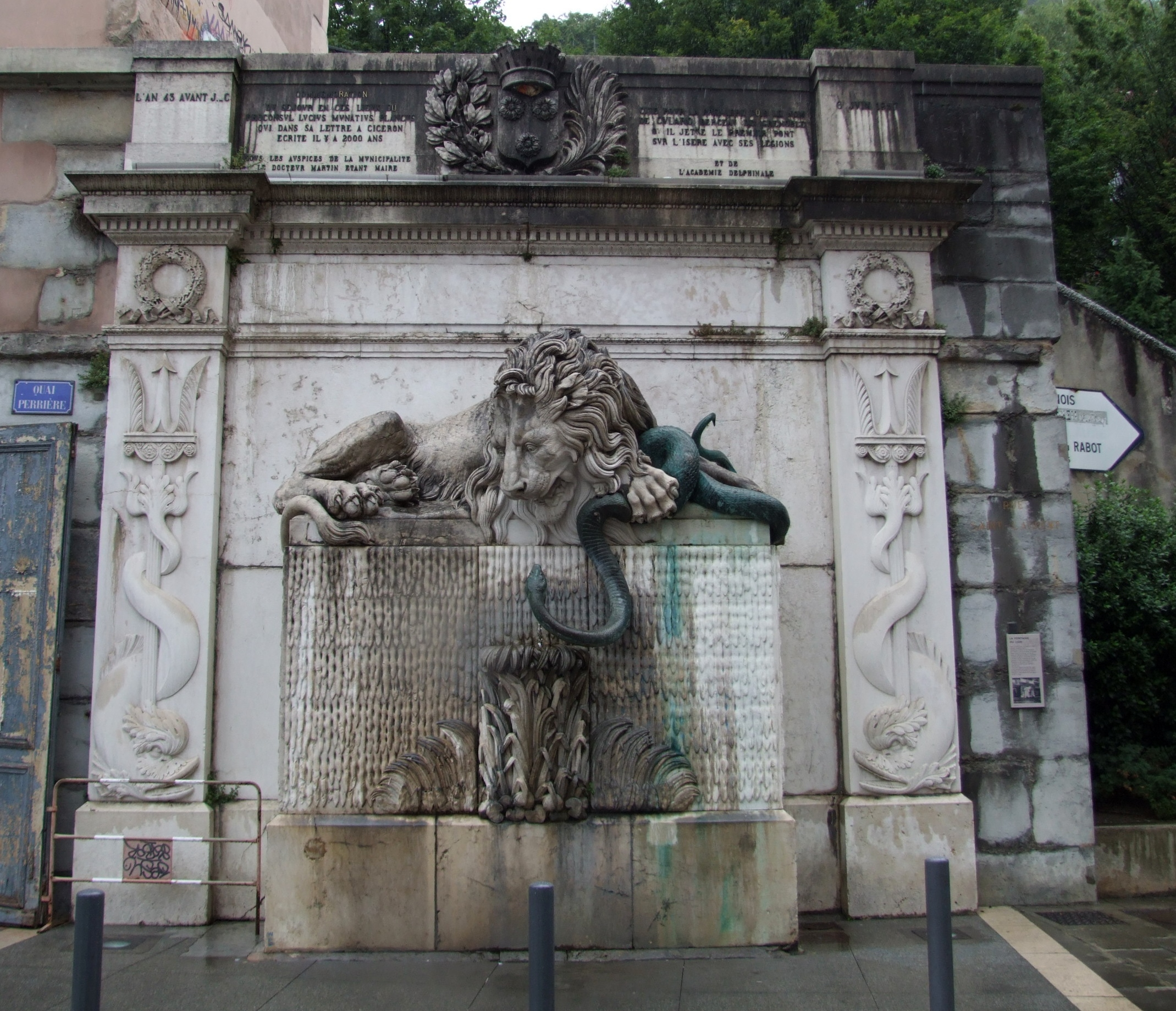
La Fontaine du Lion à Grenoble
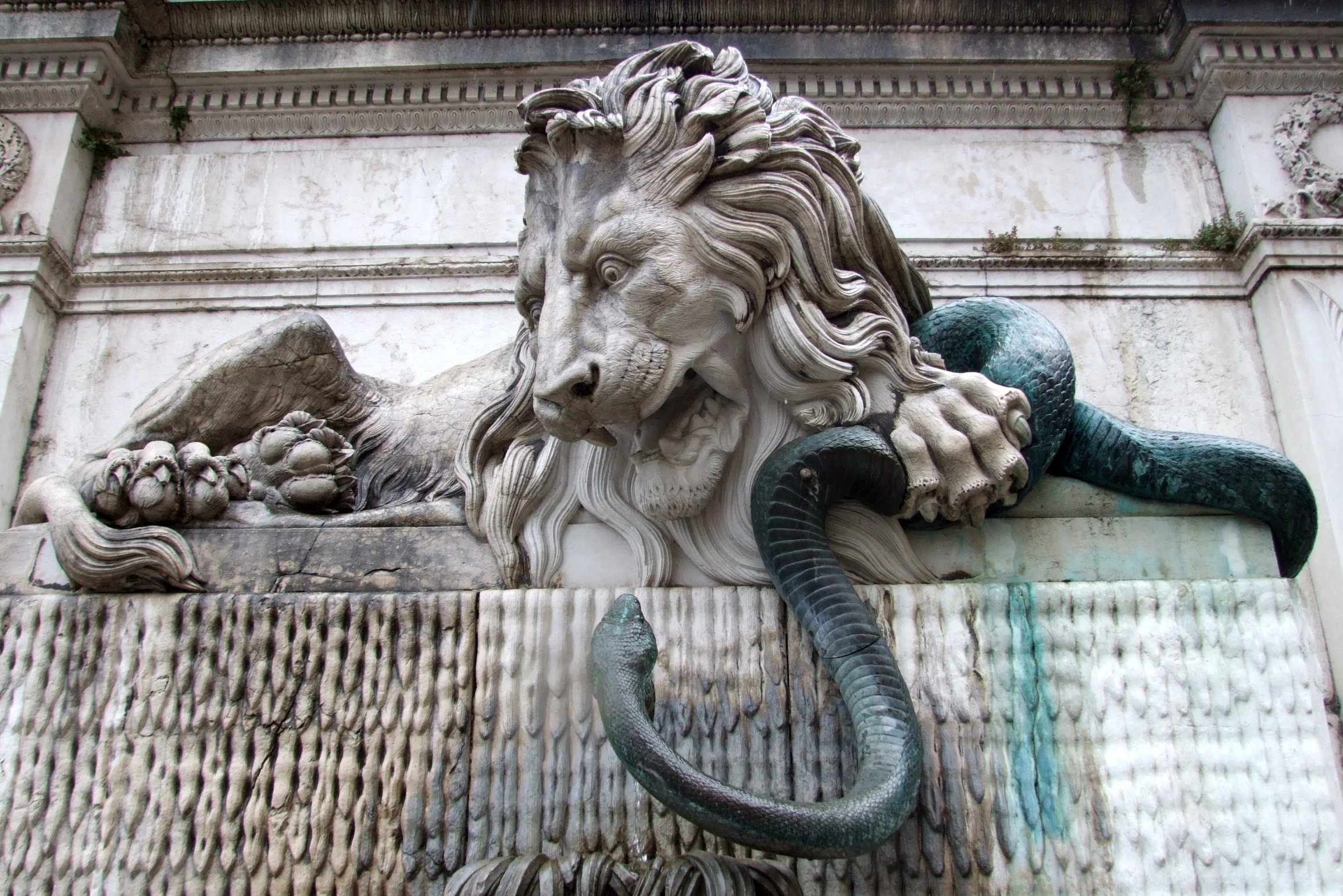
Détail de la fontaine
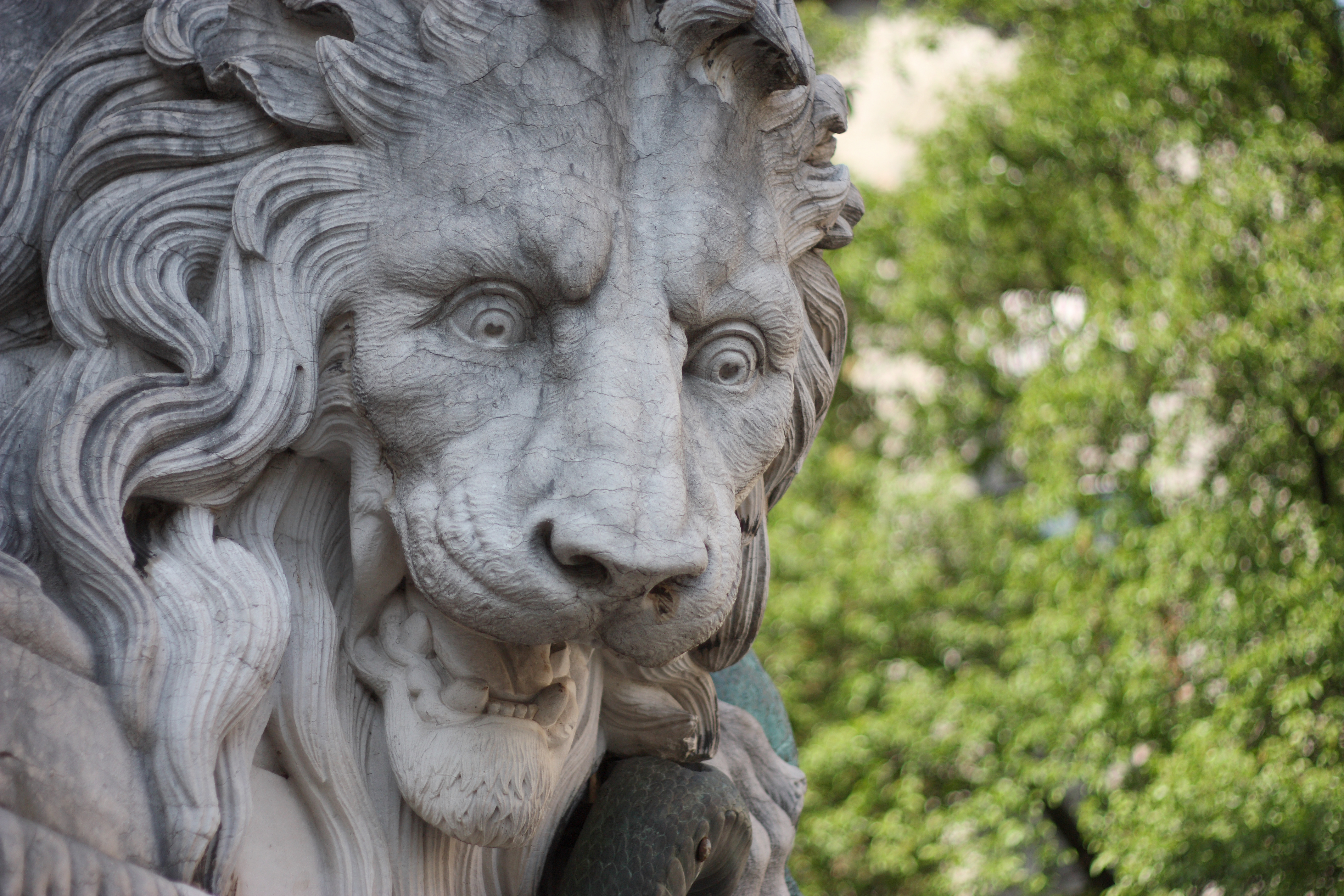
Détail : le lion
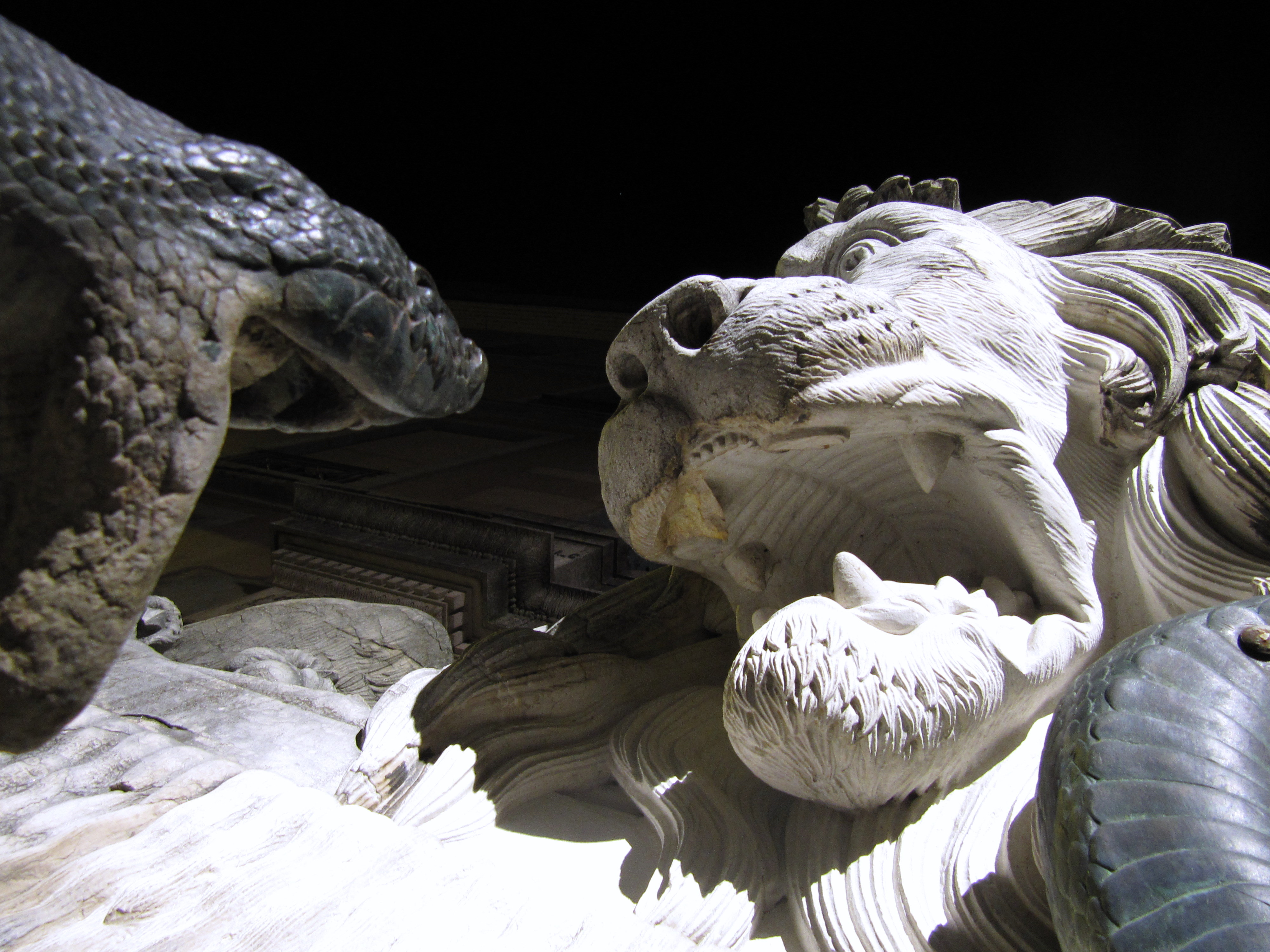
Détail : le lion et le serpent
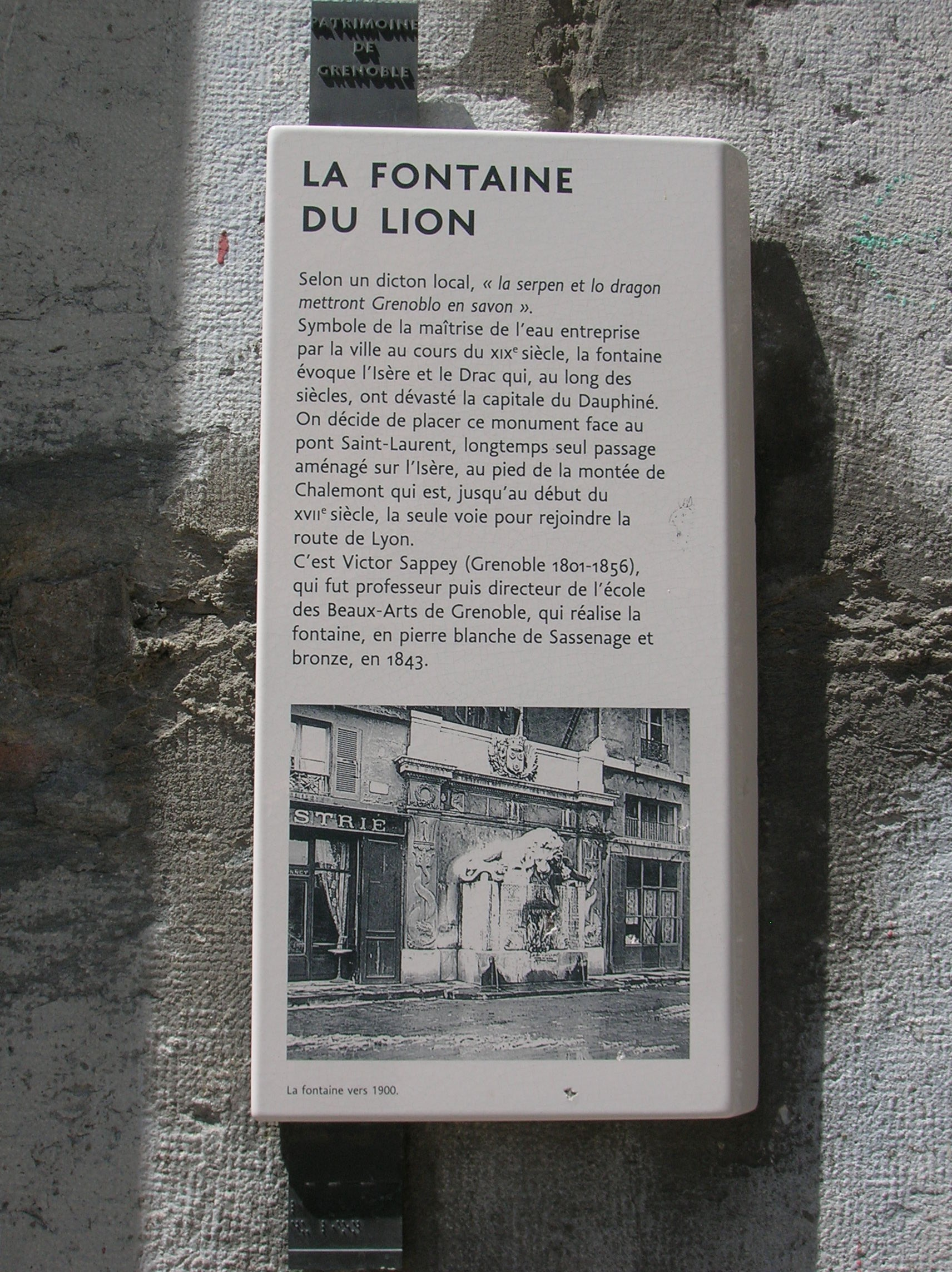
Plaque de la fontaine au lion

Un portique en calcaire, érigé au début des années 1950, encadre la fontaine avec deux dauphins enroulés autour de tridents. Sur le fronton est sculpté le blason de la ville, accompagné d'une inscription de 1957 commémorant le bimillénaire de la fondation de Grenoble (Cularo) et le premier pont jeté sur l'Isère par les légions romaines en 43 av. J.-C. Cette inscription fait référence à la lettre du proconsul romain Lucius Munatius Plancus, gouverneur de la Gaule Transalpine et ancien lieutenant de César, qui mentionne Cularo dans sa correspondance avec Cicéron : cette lettre constitue la première trace historique de la ville de Grenoble.

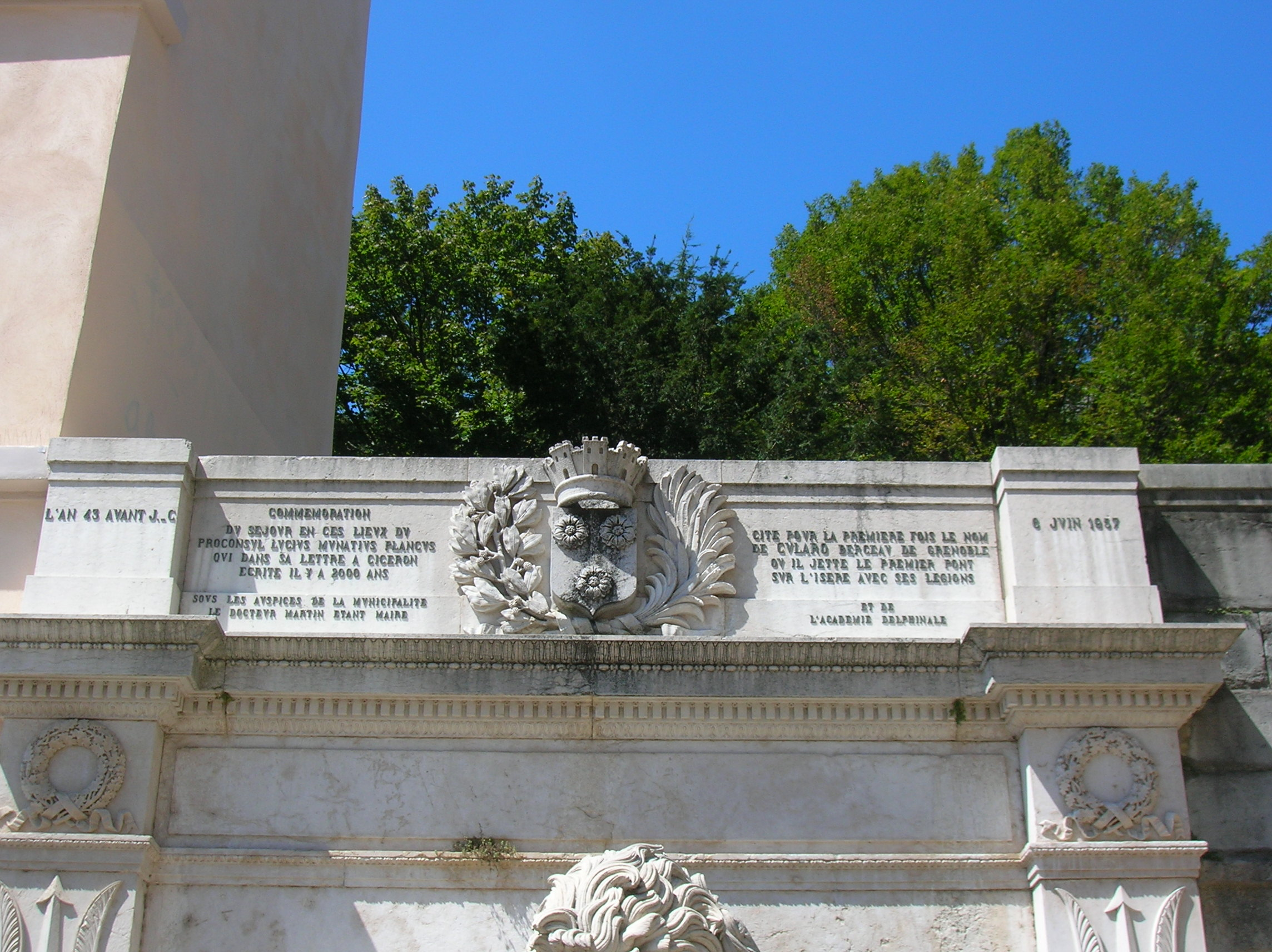
Fronton du portique de la Fontaine au lion

La fontaine est érigée place de la Cymaise, au pied de la montée Chalemont, conduisant au couvent de Sainte-Marie d'en-Haut, aujourd'hui Musée Dauphinois. Cet emplacement, face au pont suspendu qui jusqu'en 1671 constituait l'unique point de franchissement de l'Isère à Grenoble, est lui aussi très symbolique.